# 펄롱기록
펄롱기록은 착순게시대 경주기록 하단에 위치한 3F, 4F에 나타나는 시간으로, 3F(펄롱)은 결승선 전방 600m, 4F(펄롱)은 결승전 전방 800m에서 결승선 도착까지의 기록을 의미한다.